# Musca quadrata
Musca quadrata är en tvåvingeart som först beskrevs av Geoffroy 1785.  Musca quadrata ingår i släktet Musca, ordningen tvåvingar, klassen egentliga insekter, fylumet leddjur och riket djur.
Artens utbredningsområde är Frankrike. Inga underarter finns listade i Catalogue of Life.